# Museo de Isona y Conca Dellá
El Museo de la Conca Dellá - Parc Cretaci es un museo de la villa de Isona (Isona y Conca Dellá, Pallars Jussá).
Acoge dos tipos de fondos: el correspondiente a un museo paleontológico y el de un museo de historia local. Además, en la vertiente paleontológica, dedicado a los dinosaurios, el Museo hace de centro de acogida del Parco Cretáceo de la Conca Dellá, que tiene varios yacimientos, como el de la Virgen María de la Posa.
Ha hecho posible este museo, ultra la voluntad y el esfuerzo de un grupo de isonenses, la colaboración de la Dirección general de Acción Territorial de la Generalitat y de los fondos FEDER de la Unión Europea, que coordina el Departamento de Agricultura, Ganadería y Pesca de la misma Generalidad de Cataluña.

## Historia
Inició sus actividades en 1990 como Museo Municipal. En 1994 cerró las puertas para llevar a cabo una profunda remodelación, y el mes de abril de 1995 reabrió no tan solo como museo local, sino como eje vertebrador del proyecto del Parc Cretaci de la Conca Dellá, que desde entonces no ha parado su desarrollo.

## Descripción del museo

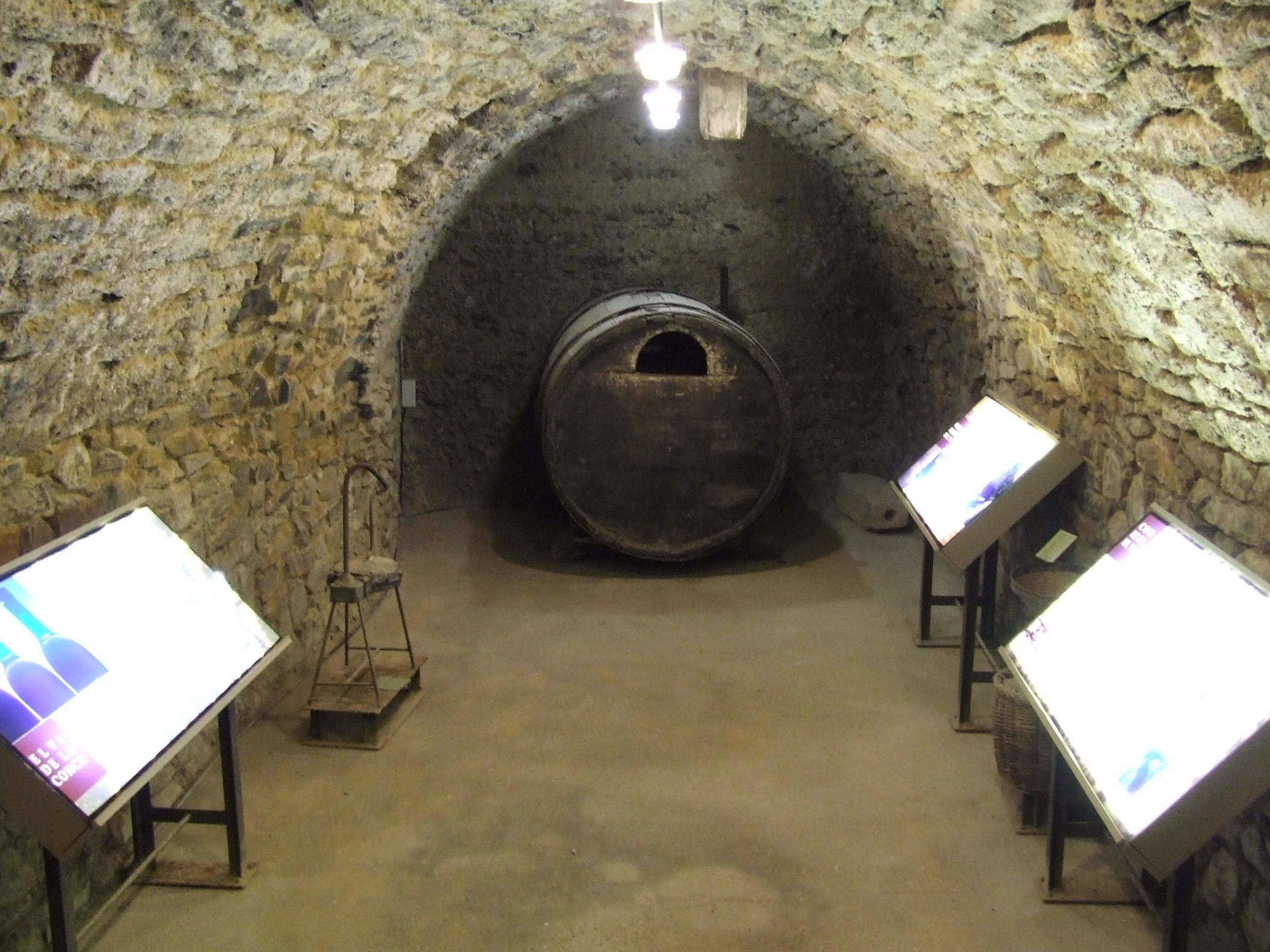
Antigua bodega, dedicado a la viña y al vino

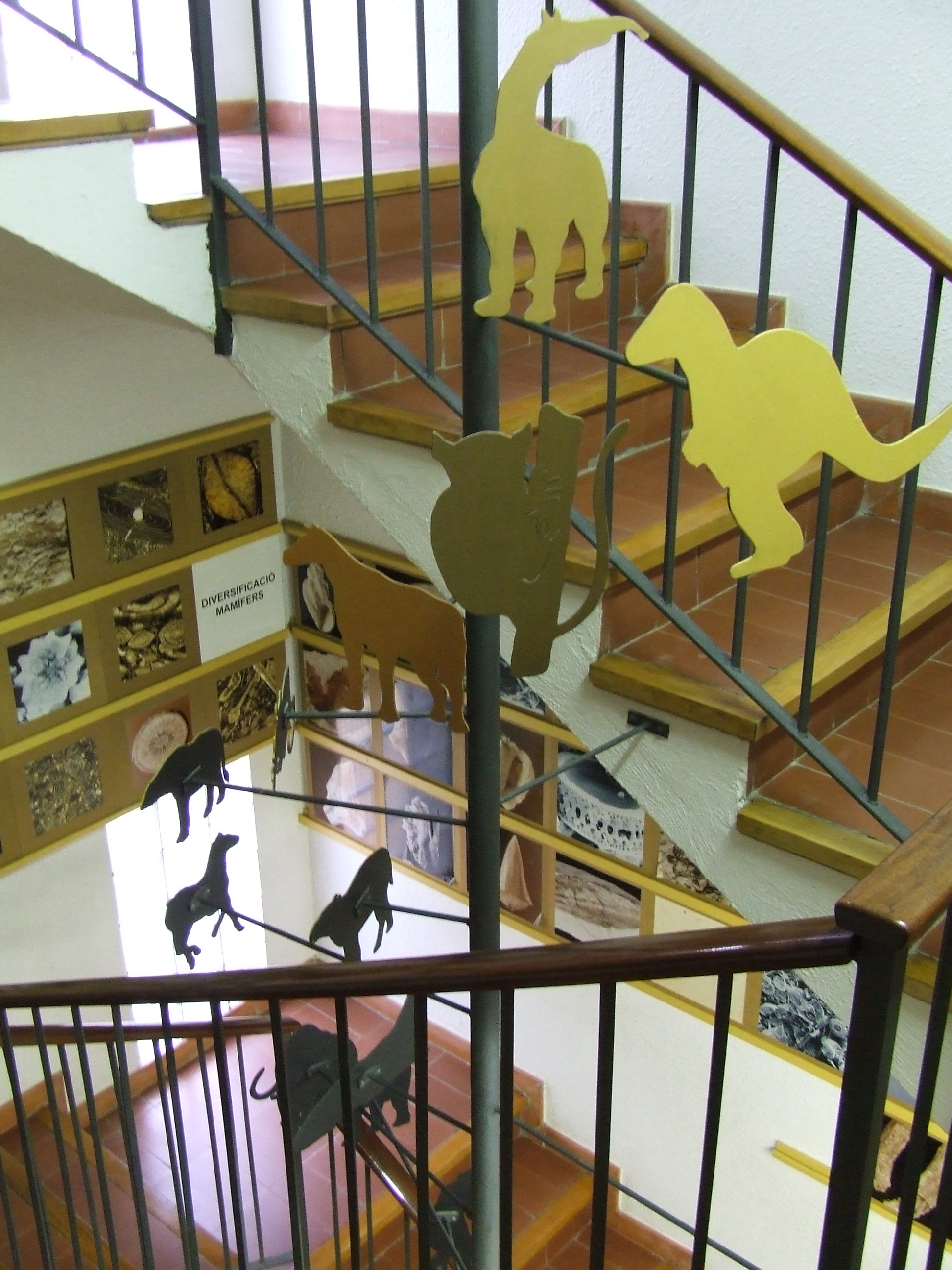
La escala evolutiva

Actualmente, el Museo de la Conca Dellá está dividido en diferentes pisos, dentro de la vieja casa donde se encuentra, una de las que sobrevivieron los bombardeos del 1938.
En el sótano, la antigua bodega, hay el espacio dedicado a una de las actividades ancestrales de la Conca Dellá: el cultivo de la viña, testimoniada desde época romana hasta nuestros días, a pesar de que ha sufrido un claro retroceso en el último medio siglo.

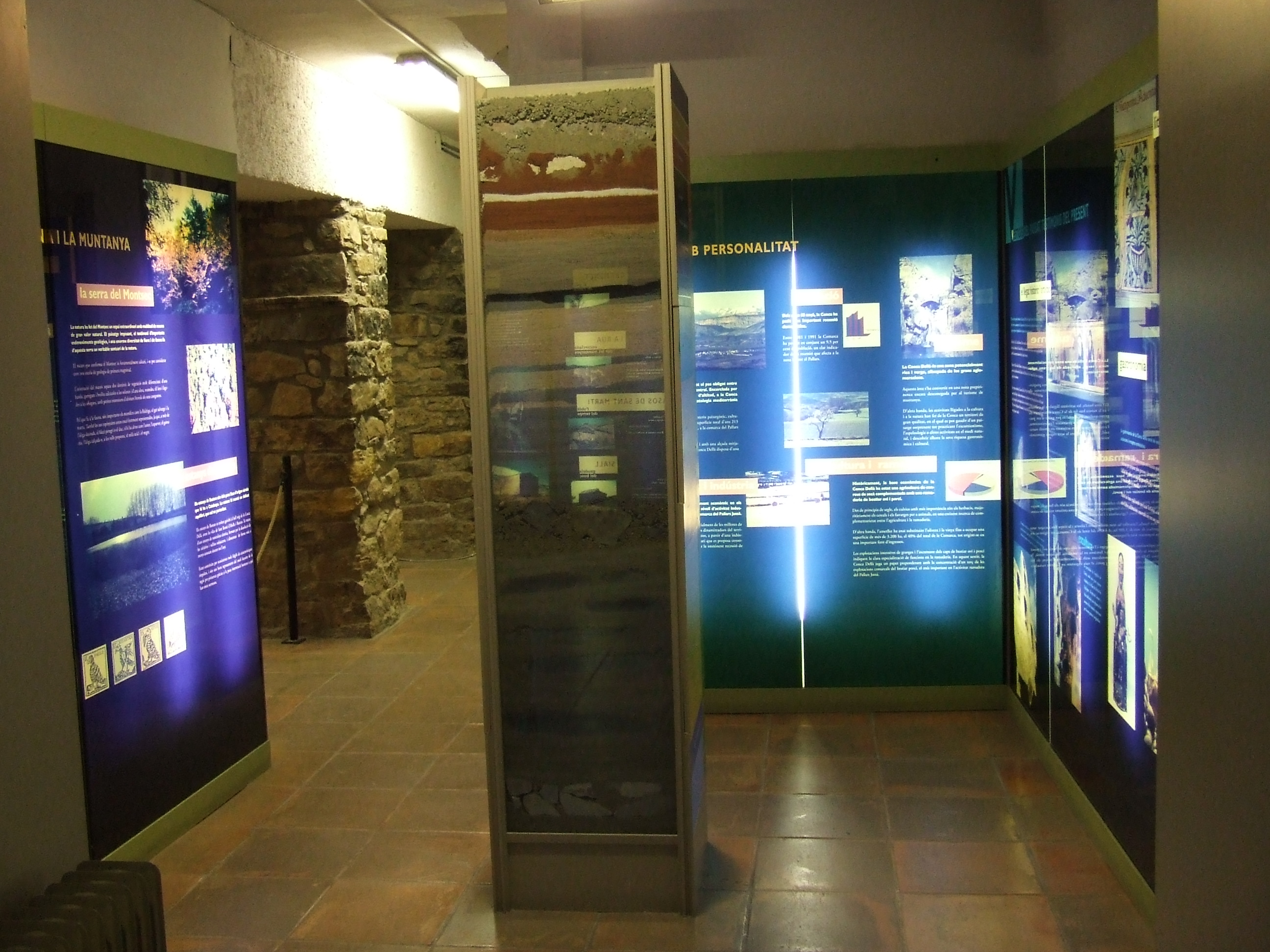
Planta baja, dedicada en la Conca Dellá

La planta baja de entrada está dedicada a la riqueza cultural y geográfica de los pueblos que integran la Conca Dellá.

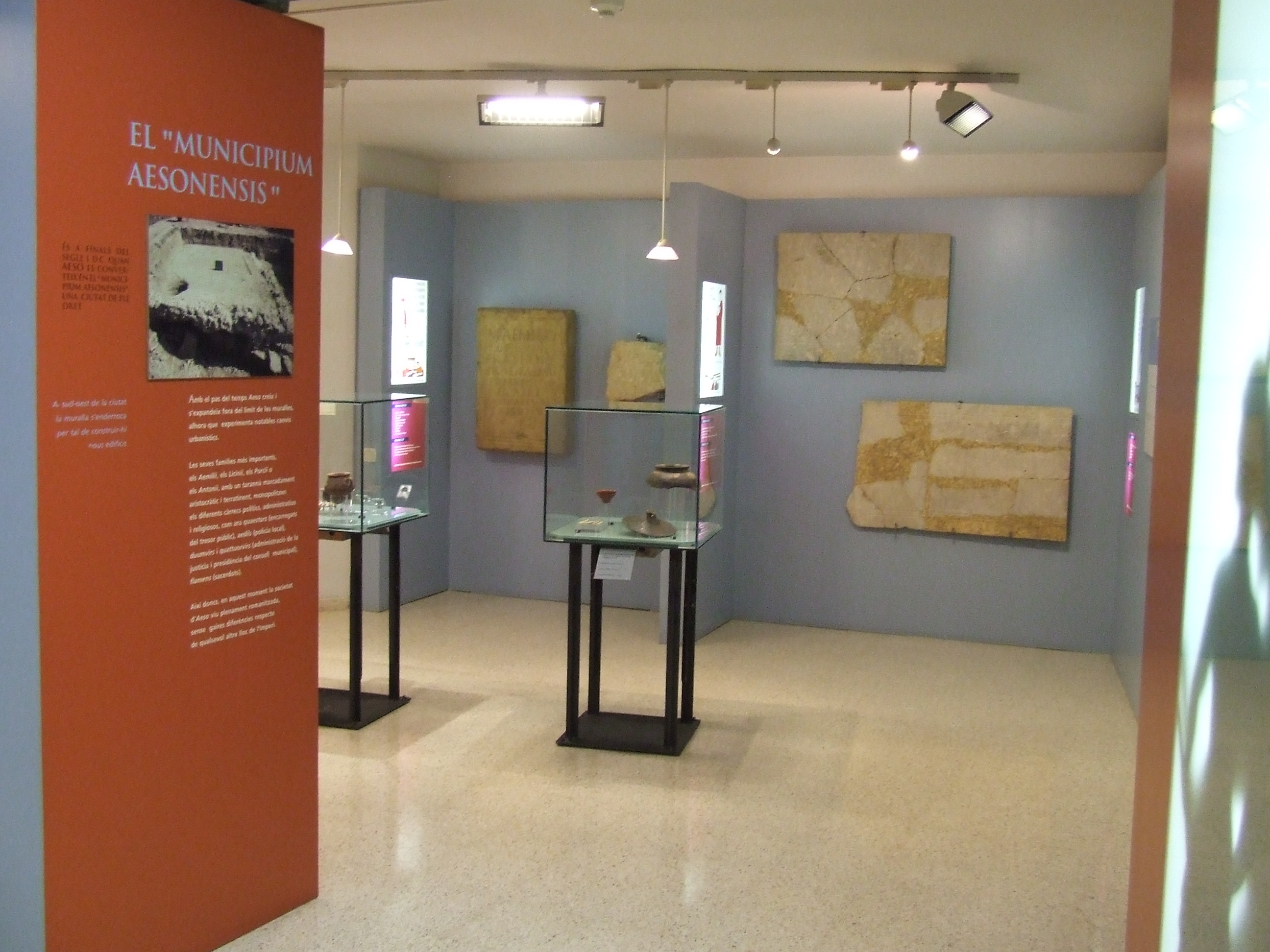
Primer piso, dedicado a la historia de Isona

El primer piso está íntegramente dedicado a la ciudad romana de Aeso, con la compilación de todos los datos hechos en las excavaciones llevadas a cabo en Isona a lo largo de los tiempos y de los restos encontrados en diferentes lugares de la Conca Dellá, incluyendo, además del término municipal de Isona i Conca Dellá, el de Abella de la Conca.
En el segundo piso se encuentra el espacio dedicado en el periodo Cretáceo, 65 millones de años atrás, con todos los datos sobre dinosaurios y otros seres contemporáneos suyos encuentros en la Conca Dellá.

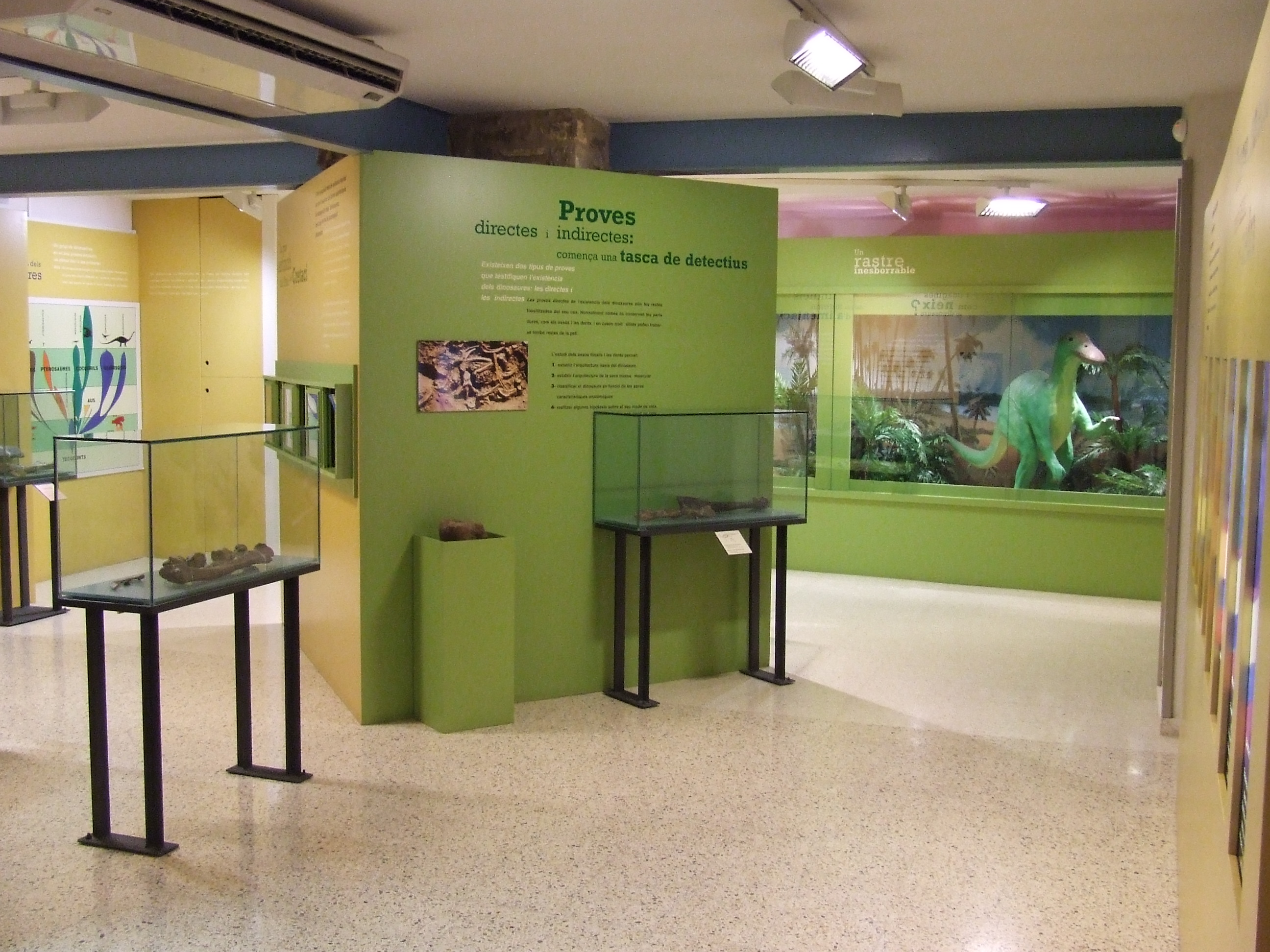
Segundo piso, dedicado a la época de los dinosaurios

A la escala que une las diferentes plantas del piso hay, en forma de espiral y mediante figuras recortadas en figuras bidimensionales, la escala evolutiva desde los seres más antiguos, situados en lo alto de la escala, hasta nuestros días, representados por un paracaidista, emplazado al final de todo.
Las paredes de la escuela muestran numerosas fotografías que acompañan la escala anteriormente descrita, con profusión de fósiles encontrados en la Conca Dellá y a otros lugares.

## Servicios
El Museo dispone de un servicio de visitas guiadas y de un programa pedagógico al servicio de las escuelas e institutos. Las visitas guiadas incluyen amplias e imaginativas ofertas, desde rutas a pie que incluyen el Museo y el Parque Cretáceo, hasta viajes en globos para conocer la Conca Dellá desde el aire, incluyendo un viaje en tren desde Lleida y todo tipo de visitas a la carta.
Los programas pedagógicos, también bastante variados, pueden estar dedicados a los dinosaurios, la arqueología, la naturaleza, o bien ofertas más lúdicas para el público infantil.